# Buck Baker

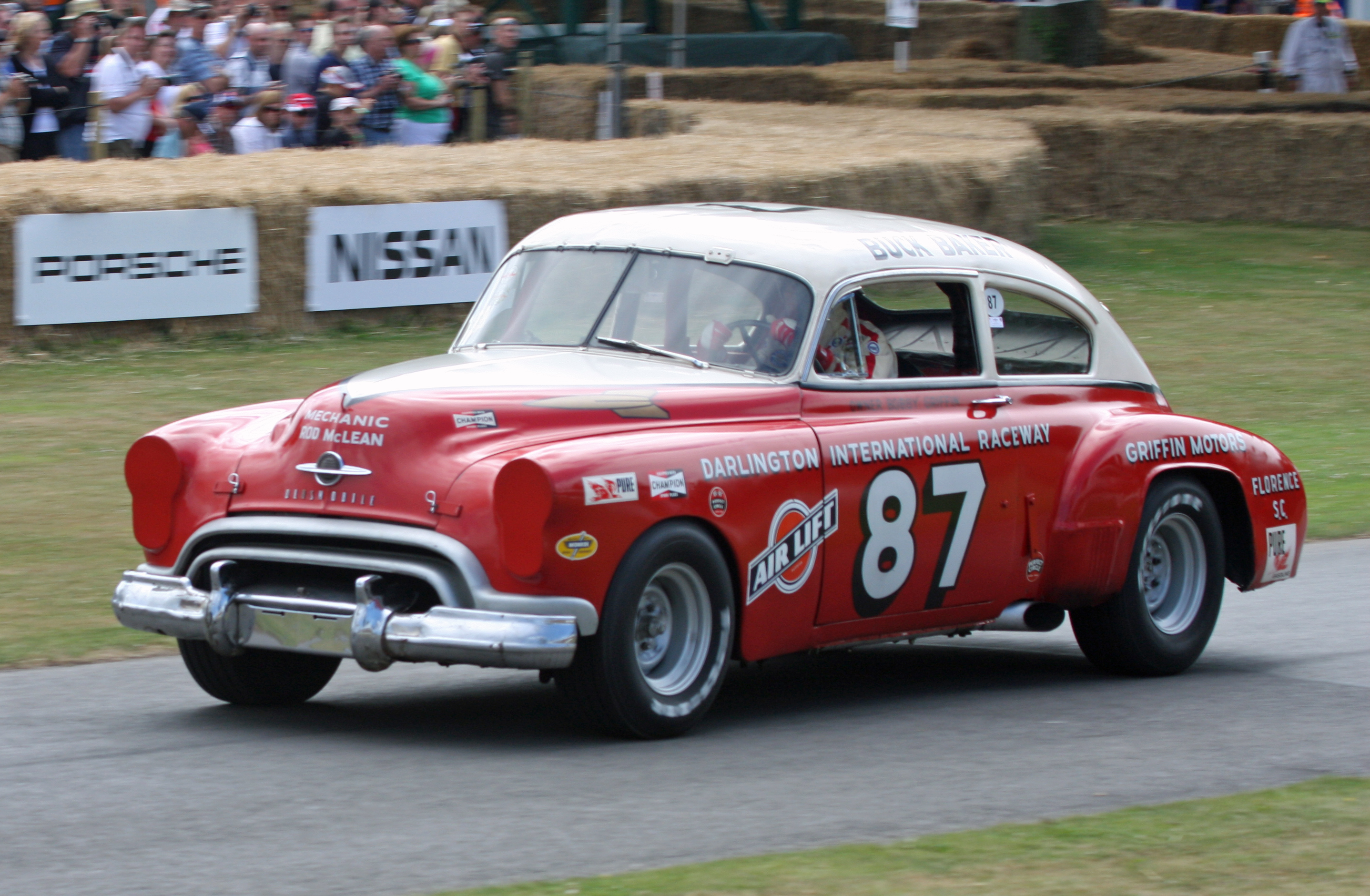
Carro de Buck Baker da NASCAR em 1949.

Elzie Wylie Baker Sr. mais conhecido como Buck Backer (Richburg, 4 de março de 1919 - 14 de abril de 2002) foi um piloto estadunidense da NASCAR, foi campeão da categoria em (1956, 1957).